# Alois Sabbadini
Alois Sabbadini (* um 1775; † 21. September 1857 in München) war ein italienischer Kaufmann und bayerischer Gutsbesitzer.

## Leben
Der aus der italienischen Stadt Udine stammende Sabbadini war in Geiselbullach ansässig. Von 1831 bis 1834 gehörte er als Abgeordneter der Klasse V der Kammer der Abgeordneten der bayerischen Ständeversammlung an. Zeitweise war er Besitzer von Schloss Geiselbullach, in dieser Phase entstand 1816 der Turm der Schlosskapelle St. Johann Nepomuk. Er erhielt 1853 das goldene Ehrenzeichen des Civilverdienstordens der Bayerischen Krone.
Sabbadini lebte zuletzt als Privatier. Er starb im Alter von 82 Jahren im Münchener Pfarrbezirk von St. Peter und wurde am 23. September 1857 vom Münchener Leichenhaus aus auf dem dortigen Friedhof beigesetzt.